# ميخائيل جاسبر
ميخائيل جاسبر (بالإنجليزية: Michael Jasper)‏ هو لاعب كرة قدم أمريكية أمريكي، ولد في 8 أكتوبر 1986 في ماونت جولييت في الولايات المتحدة.

## وصلات خارجية
- ميخائيل جاسبر على موقع إي إس بي إن.كوم (أن.أف.أل)3
- ميخائيل جاسبر على موقع مرجع كرة القدم المحترفة.كوم (الإنجليزية)